# Le Soir
Le Soir (Frans voor "de avond") is een Franstalig Belgisch dagblad. De krant verschijnt in Brussel en vijf andere regio's. Het ochtendblad komt ook met edities voor Namen-Luxemburg, Luik, Henegouwen, Waals-Brabant en sinds maart 2011 ook met de editie Bruxelles-périphérie voor Franstaligen in de Vlaamse randgemeenten rond het Brussels Hoofdstedelijk Gewest.

## Redactionele lijn
In tegenstelling tot bijna alle grote Belgische kranten leunde Le Soir nooit aan bij een politieke of levensbeschouwelijke zuil. De krant was onafhankelijk van een partij en stond niet onder invloed van de Kerk, maar gaf traditioneel de gevoelens van de Brusselse kleine burgerij weer. Hoewel Le Soir zich een neutraal informatieblad noemt, heeft het in bepaalde aangelegenheden scherp positie gekozen (o.m. tegen Leopold III in de Koningskwestie).
Tegenwoordig ziet Le Soir zich als "een onafhankelijk, progressief dagblad". Het wil een volgens eigen zeggen een tegenmacht zijn, luisterend, actueel en populair, en niet het dagblad van de macht ("contrepouvoir", "à l'écoute, en phase avec la société", "populaire, par opposition à un quotidien de l'establishment").
Le Soir wil, naar eigen zeggen, zich inzetten voor de mensenrechten en de rechten van de vrouw, voor de menselijke waardigheid, vrijheid van opinie, verdraagzaamheid, multiculturaliteit en voor het verschil.
Le Soir werpt zij zich op als spreekbuis van de Brusselse francofonie en verdediger van de Franstalige inwijkelingen in de Vlaamse randgemeenten rond Brussel. De krant schuwt daarbij de controverse niet. Zo riep een artikel op om de leden van de partij Nieuw-Vlaamse Alliantie (N-VA) op een boot te zetten en dan in de oceaan tot zinken te brengen. Toen ook in een opiniestuk de Vlaamse wooncode geïllustreerd werd met een foto van een massagraf van slachtoffers die omkwamen bij etnisch geweld in Nigeria, klaagde de N-VA Le Soir aan wegens racisme. De aangesproken organisatie, het Centrum voor gelijkheid van kansen en voor racismebestrijding, verklaarde zich onbevoegd om een uitspraak te doen.
Van 2001 tot 2011 was Béatrice Delvaux hoofdredactrice.

## Geschiedenis
Le Soir verscheen voor het eerst in 1887 als een gratis advertentieblad, opgericht door Pierre-Émile Rossel. De krant werd vanaf het begin uitgegeven door Rossel & Cie, die nog altijd de eigenaar is. De Franse krant La Voix du Nord is ook een filiaal van Rossel.
Tijdens de Tweede Wereldoorlog werd de redactie van de krant onder controle van de Duitse bezetter geplaatst. Hierdoor werd Le Soir een partijorgaan van de nazi's. Op 9 november 1943 wist het Onafhankelijkheidsfront echter de levering van Le Soir te onderscheppen en brachten als humoristische stunt een valse versie van Le Soir uit, waarin de Duitse bezetters belachelijk werden gemaakt.
Sinds november 2005 verschijnt Le Soir op het zogenaamde Berlinerformaat.

## Oplage en verkoop
Volgens het Centrum voor Informatie over de Media had de krant in 2007 een dagelijkse oplage van 113.780 exemplaren voor een betaalde verkoop van 94.253 stuks (toen nog 100% in print versie). De oplage en verkoop zijn sindsdien elk jaar gedaald om in 2015 uit te komen bij respectievelijk 69.410 stuks (print oplage) en 66.267 stuks (58.840 print en 7.427 digitaal ). De digitale versie was in 2015 goed voor 11,2% van de verkoop.
Op 8 jaar tijd kent de verkoop van Le Soir een terugval van 30%, een verlies dat nog iets groter uitvalt dan dit van alle Franstalige dagbladen in België die over deze periode zowat 25% achteruit gingen.
| Naam               | 2007    | 2008    | 2009    | 2010   | 2011   | 2012   | 2013   | 2014   | 2015   |
| ------------------ | ------- | ------- | ------- | ------ | ------ | ------ | ------ | ------ | ------ |
| Oplage - Print     | 113.780 | 102.858 | 101.167 | 95.801 | 91.767 | 87.298 | 81.538 | 74.202 | 69.410 |
| Verkoop - Print    | 94.230  | 88.301  | 84.934  | 80.644 | 78.226 | 74.607 | 69.069 | 63.282 | 58.840 |
| Verkoop - Digitaal | 23      | 316     | 347     | 425    | 1.179  | 4.517  | 7.382  | 6.649  | 7.427  |
| Verkoop - Totaal   | 94.253  | 88.617  | 85.281  | 81.069 | 79.405 | 79.124 | 76.451 | 69.931 | 66.267 |

Bron: CIM

## Hoofdredactie
- Pierre Lefèvre en André Riche
- Guy Duplat
- Béatrice Delvaux van 2001 tot 2011
- Didier Hamann (vanaf 2011)